# Truth and Purpouse
Truth and Purpouse es el segundo álbum de la banda I The Breather, lanzado el 28 de febrero de 2012 por Sumerian Records.

## Lista de canciones
| N.º   | Título             | Duración |  |
| 1.    | «False Profit»     | 4:35     |  |
| 2.    | «The "Beginning"»  | 3:16     |  |
| 3.    | «Bruised & Broken» | 3:48     |  |
| 4.    | «Mentalist»        | 3:20     |  |
| 5.    | «Meaning»          | 3:57     |  |
| 6.    | «Lunar»            | 2:33     |  |
| 7.    | «Knights & Pawns»  | 3:01     |  |
| 8.    | «Judgement»        | 3:56     |  |
| 9.    | «Rephaim»          | 2:57     |  |
| 10.   | «4.12.11»          | 3:24     |  |
| 34:47 |                    |          |  |

## Miembros
I The Breather
- Shawn Spann – vocalista líder
- Chase Kozlowski – guitarra
- Justin Huffman – guitarra, corista
- Armand Jasari – bajo
- Morgan Wright – Batería